# Gadifer Shorthose
L'Anglais Gadifer Shorthose (dans les sources françaises : Gadifier Shartoise, parfois Quadiffer Chartreuse) a été maire de Bordeaux de 1433 à 1451, pendant une période de la guerre de Cent Ans où la couronne d'Angleterre dominait la Guyenne.

## Trente ans de combats en Guyenne
Gadifer Shorthose débarque en Aquitaine vers 1413, probablement avec l'expédition du duc de Clarence.  
Il apparait en 1427 parmi une bande de routiers qui ravage le Haut-Limousin sous les ordres de Jean de Laigle, finalement délogée par Poton de Xaintrailles. Jean de Laigle s'est en effet adjoint les services de mercenaires, sans considération de nationalité, dans une querelle privée qui oppose la ville et le vicomte de Limoges son frère. Quelques décennies plus tard, les deux hommes seront des adversaires acharnés dans la reconquête de la Guyenne par les Français. 
En 1431, parmi d'autres capitaines gascons et anglais, il combat « à ses propres frais et sans être payé par le roi » dans l'armée du sénéchal d'Aquitaine John Radcliffe, qui stationne dans le duché. Pour ses services, Jean de Lancastre, oncle du roi Henri VI, capitaine général et régent du royaume de France pour la couronne d'Angleterre depuis 1422, lui accorde une rente annuelle et le commandement du château de Bergerac et de celui de Dome.  

## Maire de Bordeaux (20 février 1433 - 30 juin 1451)
Shorthose est nommé maire de Bordeaux par Henri VI le 20 février 1433, en remplacement de John Holland, comte d'Huntingdon qui assumait cette charge depuis cinq ans. Il est alors dit chevalier.   
Dans l'administration civile de Bordeaux, Shorthose soutient et favorise la démarche de l'archevêque Pey Berland qui obtient du pape Eugène IV l’autorisation  de fonder une université pouvant décerner baccalauréat, licence et doctorat. Celle-ci s’installe dans le couvent des Grands Carmes, en haut de l'actuel cours Victor Hugo.  

### Succès militaires
Les résultats de Shorthose semblent appréciés, puisqu'au château de Lesparre le 22 janvier 1440 John Holland, devenu dans l'intervalle 1er duc d'Exeter et lieutenant du roi en Aquitaine, lui accorde la seigneurie de Génissac, incluant les paroisses de Moulon et Nérigean en Entre-deux-Mers et le titre de baron, des biens transmissible à ses héritiers. Le 22 avril 1443, il obtient que son mandat de maire soit prolongé à vie, et le 20 juin 1444 Henri VI lui accorde l'impressionnante forteresse de Biron dans le Périgord, que Shorthose vient de prendre à Gaston V de Biron et à son frère Arnaut qui s'étaient ralliés aux Français,. En septembre 1445 enfin, ce sont les villes et châteaux de Sainte-Foy-la-Grande et de Bergerac qui lui sont attribués, à la fois en raison de la constante défense qu'il en a fait depuis vingt ans, mais aussi à titre compensatoire, Henri VI ayant dû révoquer le don de Génissac qu'il lui avait consenti.      

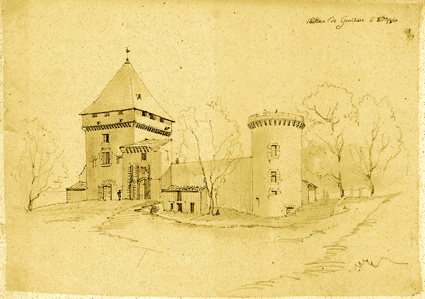
Château de Génissac en 1860

### Le temps des défaites

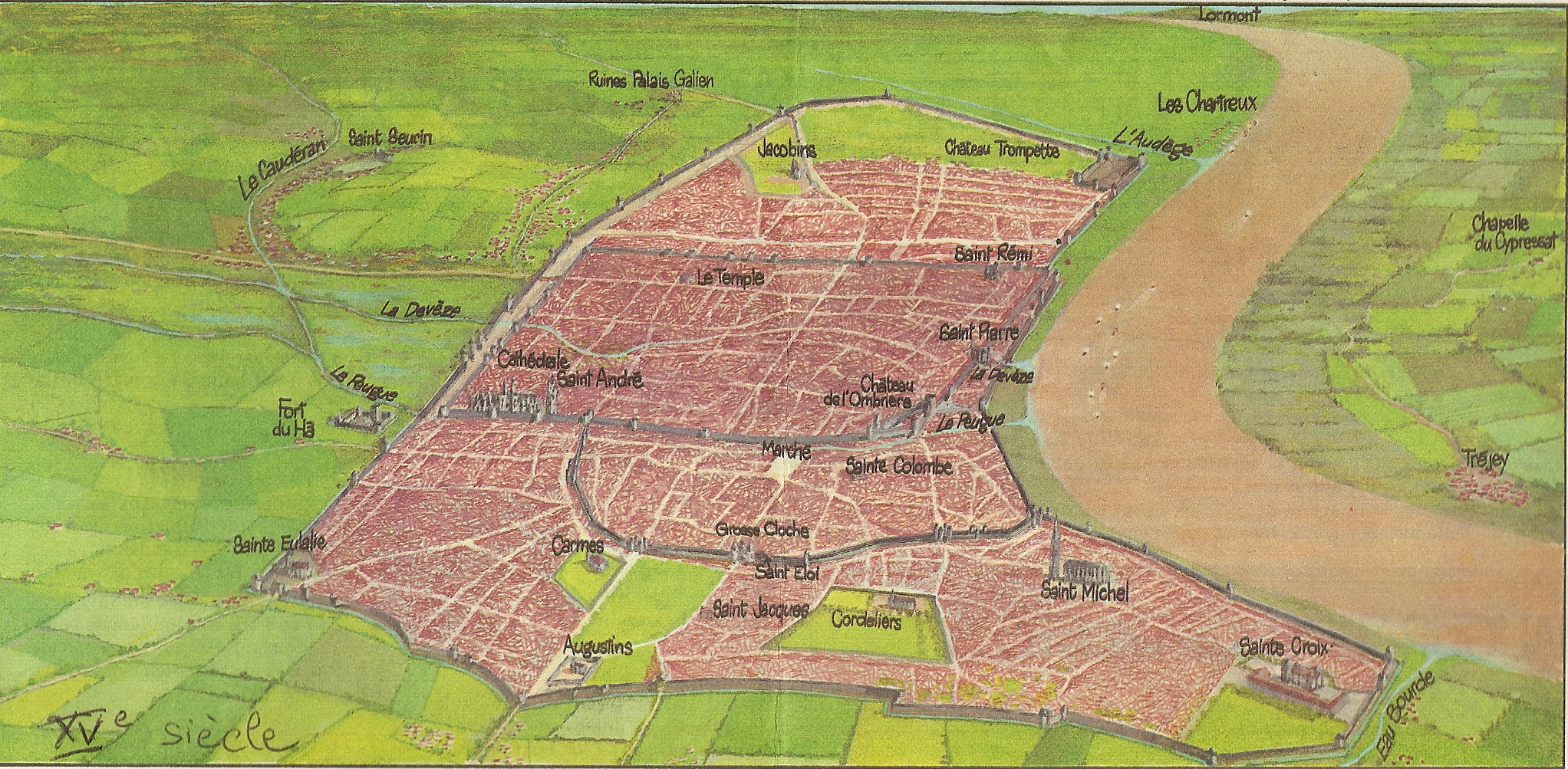
Bordeaux au XVe siècle.

Les revers commencent le 1er novembre 1450, quand Gadifer Shorthose lève à la hâte dans la ville une armée de bric et de broc — miliciens municipaux, chevaliers gascons et quelques soldats anglais en garnison — et la lance en désordre contre l'armée qu'Arnaud-Amanieu d'Albret a stationné à quelques kilomètres de Bordeaux, sur une position qui isole la ville de ses voies d'approvisionnement traditionnelles. Malgré l'avantage numérique, les anglo-gascons subissent une défaite si sanglante dans les marais du Haillan que ce jour de Toussaint reste connu comme la Male Jornade. Le comportement du maire pendant cette bataille est vivement critiqué, tant pour la désorganisation de ses troupes que pour sa lâcheté au combat, fustigée par le chroniqueur français Jehan Chartier : « fut le principal mis en fuite, le susdit maire de Bordeaux, lequel estoit il chevalet qui abandonna tous ses gens de pied, lesquels il avoit mis au devant pour faire frontière de leur bataille... » .
En 1451 enfin, Dunois conduit dans le bordelais de puissantes armées. Gadifer Shorthose est dans la forteresse de Blaye, avec un petit groupe de vingt-cinq hommes d'armes — ayant dit-on détourné par cupidité une partie de l'argent qui lui aurait permis d'en salarier quatre-vingt. Le château tombe facilement le 24 mai, et le maire y est capturé avec son adjoint Thomas Gassiot et Pierre de Montferrand, seigneur de Lesparre et neveu de Jean de Lancastre. Sans espoir de secours de l'Angleterre, les représentants de l'église, de la noblesse et de la bourgeoisie de Bordeaux s'accordent rapidement avec Dunois pour négocier leur capitulation, d'autant que les conditions proposées par Charles VII leur sont très favorables.    
Aussi est-ce sans violence que le 30 juin les Français entrent en ville. Simultanément Jean Bureau est investi par Charles VII dans les fonctions portées par Gadifer Shorthose. Celui-ci aura été le dernier maire anglais de Bordeaux, si on excepte Henry Redford qui, à la faveur d'une nouvelle reddition de la ville, occupera brièvement cette charge en 1452 et 1453.

### Les critiques
Les Anglais sont acerbes à l'encontre de Gadifer Shorthose, lui imputant la responsabilité de la perte de Bordeaux : après que John Talbot a repris la ville pour quelques mois, le décret de nomination de l'éphémère maire Henry Redford daté du 5 décembre 1452 indique que son prédécesseur a « épousé le parti de l'ennemi français » . On rappelle un incident vieux de dix ans, où Shorthose avait refusé de se conformer aux ordres du régent de Gascogne, Robert Roos,. La correspondance d'un secrétaire d'Henri VI en fait même « l'un des artisans de la capitulation de 1451, d'une déloyauté insolente envers la couronne ». De fait, après sa capture à Blaye et la remise des clefs de Bordeaux à Dunois, Shorthose s'est vu accorder en juin sur ordre du roi de France un cadeau et une pension pour ses services dans la reddition,(cf. PdD).
Ces critiques doivent cependant être relativisées : pour entrer dans les bonnes grâces des Bordelais, a priori peu favorables à la France, la France leur a accordé dans le traité de capitulation de 1451 des conditions très favorables. En outre, le déséquilibre des forces sur le continent est désormais significatif, et Gadifer Shorthose ne peut évidemment être tenu pour le seul responsable de l'issue de la Guerre de Cent Ans.

## Note: l'origine du nom
Gadifer ou Gadiffer est un prénom en usage au Moyen Âge et renvoie à l'un des héros du Roman de Perceforest (v. 1340). Shorthose est probablement à rapprocher du sobriquet de Courteheuse  (anglo-normand pour courte-botte, cf. Robert II de Normandie), faisant référence à la petite taille de celui qui en est affublé.